# 아아흐

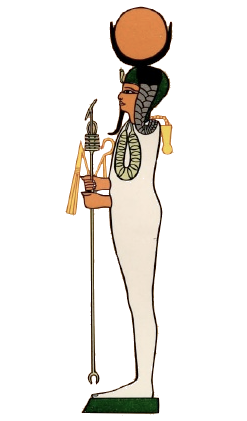

아아흐는 오시리스와 관련된 이집트 달의 신이다. 그의 이름은 고대 이집트어로 달을 의미한다. (영어: Iah, 고대 이집트어: jˁḥ, 기타 영문 표현: Yah, Jah 또는 Aah)
아아흐는 장례식과 지혜의 수호신 토트와 관련이 있다. 이집트 5대 왕조 (기원전 2465-2323)에 아아흐 신 숭배는 죽은 자의 신인 오시리스의 숭배에 흡수되어 같이 숭배되었다. 아아흐는 오시리스의 봉헌서와 이시스 봉헌서와 네프티스 봉헌서에서 영적인 힘이 깃든 오시리스의 배를 타고 항해하는 모습으로 묘사된다. 망자의 사후세계 속 여정에 도움을 주기 위한 주문과 기도가 적힌 죽음의 책에서 오시리스는 아아흐의 영광을 비추는 신으로 칭송받았다.
아아흐는 또한 이시스와 오시리스의 아들인 호루스를 기리는 종교 의식에 포함된다. 달은 고대 이집트인의 삶의 마지막 종착지라고 여겼다. 사람들은 경건하거나 거룩한 사람들은 죽어서 아아흐의 왕국으로 가고 다른 사람들은 극지방의 별이 된다고 믿었다.

## 같이 보기
- 라 (이집트 신화)

## 참고 문헌
1. ↑  Allen, James P. (2000). Middle Egyptian: An Introduction to the Language and Culture of Hieroglyphs. Cambridge University Press. p. 436
2. ↑  [A’ah was absorbed into the cult of
Osiris Encyclopedia of Ancient Egypt, By Margaret Bunson]